# ヒルデガルト・フォン・バイエルン (1825-1864)
ヒルデガルト・フォン・バイエルン（Hildegard von Bayern, 1825年6月10日 - 1864年4月2日）は、バイエルン王国の王族。バイエルン王ルートヴィヒ1世の四女で、テシェン公アルブレヒトの妃となった。全名はヒルデガルト・ルイーゼ・シャルロッテ・テレジア・フリーデリケ（Hildegard Luise Charlotte Theresia Friederike）。

## 生涯
1825年6月10日、ルートヴィヒ1世（当時王太子）とその妃であったザクセン＝ヒルトブルクハウゼン公フリードリヒの娘テレーゼの間に第七子としてヴュルツブルクで生まれた。
1864年4月2日、ウィーンで死去。遺骨はウィーンのカプツィーナー教会にある皇帝納骨所（カイザーグルフト）に収められている。

## 子女
ヒルデガルトは1844年5月1日にオーストリア大公アルブレヒト（後に父カールからテシェン公を継承）とミュンヘンで結婚した。2人の間には以下の一男二女が生まれたが、一人息子のカール・アルブレヒトは早世したため、テシェン公位はアルブレヒトの歿後その甥であるフリードリヒが嗣いだ。
- マリア・テレジア・アンナ （1845年 - 1927年、ヴュルテンベルク公フィリップ妃）
- カール・アルブレヒト・ルートヴィヒ （1847年1月3日 - 1848年7月19日）
- マティルデ・マリー・アーデルグンデ・アレクサンドラ （1849年 - 1867年）